# Carl Ingemarsson Stjernlöf
Carl Anders Ingemarsson Stjernlöf, es un actor sueco.

## Biografía
En 2004 se unió a la Academia de Teatro en Estocolmo  de donde se graduó en 2008.

## Carrera
En 2013 apareció como invitado en la serie Morden i Sandhamn donde dio vida a Peter.
En el 2016 interpretó a Tommy en un episodio de la serie policíaca Maria Wern.

## Filmografía

### Series de televisión
| Año  | Título                     | Personaje            | Notas                      |
| ---- | -------------------------- | -------------------- | -------------------------- |
| 2016 | Maria Wern                 | Tommy                | episodio "Dit ingen når"   |
| 2013 | Morden i Sandhamn          | Peter                | 3 episodios                |
| 2010 | Våra vänners liv           | Hombre en el Ferrari | episodio # 1.1             |
| 2009 | Morden                     | Guardacostas         | episodio # 1.6             |
| 2009 | Der Kommissar und das Meer | Per Ostlond          | episodio "Schwarzer Engel" |

### Películas
| Año  | Título              | Personaje       | Notas |
| ---- | ------------------- | --------------- | --- |
| 2016 | Let Me Know         | -               | corto - junto a Carina Jingrot, Martin Rutegård y Victoria Valverde                                            |
| 2012 | Southern dysComfort | Robin           | corto - junto a Michael Alton Lowder, Lynne Newton, Kathy Bell Denton, Robin Alden Douglass y Mike Breyer      |
| 2012 | Odjuret             | Cliente         | junto a Ola Rapace, Philomène Grandin, Peter Dalle, Bengt Braskered, David Dencik y Melinda Kinnaman           |
| 2012 | Iris                | William Preston | corto - junto a Claudia Graf, Max Middleton, Sara Choi, Teddy Chen Culver y Sharon Kuo                         |
| 2011 | Zakariassen må dø   | Eddy            | corto - junto a Hallvard Holmen, Sunniva Dahl Pettersen, John Sigurd Kristensen, Cong Dong Chi y Silje Reinåmo |
| 2010 | Penance             | Jimmy           | corto - junto a Richard Ulfsäter, Frida Almroth, Jenny Lampa y Jenny Lindbom                                   |
| 2009 | Sommaren med Göran  | Niklas          | junto a Peter Magnusson, David Hellenius, Moa Gammel, Alexandra Rapaport y Ruth Vega Fernandez                 |
| 2007 | Leo                 | Chef            | junto a Leonard Terfelt, Josef Fares, Shahab Salehi, Sara Edberg, Eva Fritjofson y Dragomir Mrsic              |